# Goławin
Goławin (prononciation : [ɡɔˈwavin]) est un village polonais de la gmina de Czerwińsk nad Wisłą dans le powiat de Płońsk de la voïvodie de Mazovie dans le centre-est de la Pologne.
Il se situe à environ 12 kilomètres au nord-est de Czerwińsk nad Wisłą (siège de la gmina), 23 kilomètres au sud de Płońsk (siège du powiat) et à 45 kilomètres au nord-ouest de Varsovie (capitale de la Pologne).

## Histoire
De 1975 à 1998, le village appartenait administrativement à la voïvodie de Płock.